# Aeroportul Bokoro
Aeroportul Bokoro (IATA: BKR, ICAO: FTTK) este un aeroport din Regiunea Hadjer-Lamis, Ciad ce deservește zona Bokoro. A fost numit după zona deservită.
Situat la o altitudine de 297 m, aeroportul dispune de o singură pistă.